# Glen Mervyn
Glen Mervyn   (Vancouver, 17 de febrer de 1937 - Kelowna, 18 de març de 2000) fou un remer canadenc que va competir durant la dècada de 1950.
El 1960 va prendre part en els Jocs Olímpics d'Estiu de Roma, on guanyà la medalla de plata en la prova del vuit amb timoner del programa de rem.
En el seu palmarès també destaquen una medalla d'or als Jocs de la Commonwealth de 1958, així com una medalla de plata als Jocs Panamericans de 1959.
Una vegada retirat, el 1960, passà a exercir d'entrenador de l'equip de rem de la Universitat de la Colúmbia Britànica i de la selecció canadenca durant la dècada de 1960. Ha estat inclòs al British Columbia Sports Hall of Fame i University of British Columbia Sports Halls of Fame.